# Tsjegem (stad)
Tsjegem (Russisch: Чегем) is een stad in de Russische autonome republiek Kabardië-Balkarië. De stad ligt op 10 kilometer ten noorden van Naltsjik, op ongeveer 1900m boven de zeespiegel aan de gelijknamige rivier.
Tsjegem verkreeg de status "nederzetting met stedelijk karakter" in 1972, de stadsstatus volgde in 2000.
| 1959  | 1970  | 1979  | 1989   | 2002   |
| ----- | ----- | ----- | ------ | ------ |
| 5.000 | 7.600 | 9.700 | 13.225 | 17.893 |

Bestuurlijk centrum: Naltsjik

Steden: Baksan · Majski · Nartkala · Prochladny · Terek · Tsjegem · Tyrnyaoez

Districten: Baksanski · Elbroesski · Leskenski · Majski · Oervanski · Prochladnenski · Terski · Tsjegemski · Tsjerekski · Zolski